# СКХ (футбольный клуб)
СКХ (нидерл. Sport Club Hees) — ныне несуществующий нидерландский любительский футбольный клуб из города Неймеген, провинция Гелдерланд. Основан 23 января 1921 года. Домашние матчи команда проводила на стадионе спорт-парка «де Бизен». В сезоне 2015/16 клуб выступал в двух любительских классах Нидерландов — субботняя команда играла в четвёртом классе, а воскресная в третьем.
В январе 2017 года клуб был расформирован.

## История
Основан 23 января 1921 года под названием «Неймеген Хес Комбинати», сокращённо НХК. Так как в окрестностях Неймегена был клуб с похожим названием ХНК, то было принято решение 1 декабря 1926 года изменить имя клуба на СКХ. В сезоне 1926/27 команда играла на футбольном поле спорт-парка «де Бизен» на улице Риверсрат.
В 1930-е годы выступал во втором классе Нидерландов. В 1935 году клуб пробился в первый класс Нидерландов после победы в стыковых матчах над «Витессом» и «Хенгело». В дебютном сезоне клуб набрал только 6 очков и занял последнее место в восточной группе. По итогам стыковых матчей СКХ также занял последнее место и навсегда покинул первый футбольный класс страны. 
С 1971 по 2017 год клуб выступал в любительском чемпионате Нидерландов. За время существования, СХК воспитал множество футболистов, которые впоследствии выступали за клуб НЕК и другие команды чемпионата Нидерландов. 13 января 2017 года клуб официально прекратил своё существование.